# Jean-Baptiste Chevalier (1722-1801)
Pour les articles homonymes, voir Jean-Baptiste Chevalier (homonymie).
 (octobre 2023).
Jean-Baptiste Chevalier, né le 12 mars 1722 à Lisbonne et mort le 28 août 1801 à Prague, est un astronome, météorologue et bibliothécaire français.

## Biographie
Oratorien, il réalise ses premières observations astronomiques depuis le Palácio das Necessidades, siège de sa congréation à Lisbonne ; elles font l'objet de publication dans les Philosophical transactions de la Royal Society, dont il est membre correspondant à partir de 1753 et dans les Mémoires des savants étrangers de l'Académie des Sciences de Paris, dont il est également correspondant à partir de 1754.
Entre 1760 et janvier 1763, il s'établit à Bruxelles, alors aux Pays-Bas autrichiens, probablement chez son protecteur, le duc Louis-Engelbert d'Arenberg (1750-1820), rue aux Laines.